# NGC 6798
NGC 6798 је лентикуларна галаксија у сазвежђу Лабуд која се налази на NGC листи објеката дубоког неба.
Деклинација објекта је + 53° 37' 27" а ректасцензија 19h 24m 3,1s. Привидна величина (магнитуда) објекта NGC 6798 износи 13,2 а фотографска магнитуда 14,2. NGC 6798 је још познат и под ознакама IC 1300, UGC 11434, MCG 9-32-2, CGCG 281-1, PGC 63171.